# عبدالله مامقانی
شیخ عبداله مامقانی درگذشته به ۱۳۵۱ قمری، فرزند محمدحسن مامقانی فقیه اصولی سدهٔ چهاردهم و از دانشمندان بزرگ دانش رجال در میان شیعه است. مهم‌ترین کتابش، تنقیح المقال فی علم الرجال، را در شش جلد تدوین کرده‌است که از پرارجاع‌ترین منبع‌ها در این دانش است

## آغاز زندگی
عبداله در ۱۵ ربیع الاول سال ۱۲۹۰ در نجف زاده شد. در پنج سالگی خواندن و نوشتن قرآن را آموخت و مقدمات را نزد پدر اش شیخ محمدحسن مامقانی فراگرفت که از شاگردان شیخ مرتضی انصاری و سید حسین کوه کمره‌ای و از مراجع بزرگ تقلید در عصر خویش بود. عبداله در تحصیل دانش، جدیتی شگفت داشت و همهٔ روزهای سال را به تحصیل اشتغال داشت و تنها روز عاشورا را تعطیل می‌کرد. از این رو، دوره سطح را به سرعت و در دو سال و نیم گذراند.
در ربیع‌الأول سال ۱۳۰۸ هـ. ق به درس خارج اصول و در محرم سال ۱۳۰۹ هـ. ق به درس فقه پدر حاضر شد و تقریرات آن‌ها را نگاشت و تا زمان فوت پدرش در سال ۱۳۲۳ هـ. ق این کار ادامه داشت.

## کتاب‌ها

### تنقیح المقال
تنقیح المقال فی علم الرجال، مهم‌ترین کتاب شیخ عبداله است که در زمینه رجال نوشته شده‌است. آقا بزرگ تهرانی در ستایش از تنیح المقال آورده است: «کتاب تنقیح المقال مفصل‌ترین و جامع‌ترین کتب رجالی شیعه است. مدت تحقیق و تهذیب و چاپ این کتاب، که سه جلد است، از سه سال تجاوز نکرد و هیچ رجالی‌ای چنین توفیقی نداشته است». در برابر شیخ محمدتقی شوشتری، قاموس الرجال را در انتقاد از برخی کاستی‌های تنقیح المقال نوشته است.

### دیگر کتاب‌ها
- نهایة المقال فی تکملة غایة الآمال (حاشیه بر مبحث خیارات مکاسب شیخ انصاری)
- مناهج المتقین في فقه الأئمة الحق و الیقین
- القلائد الثمنیة علی الرسائل الستة السنیه (حاشیه بر رساله‌های ششگانه ملحق به مکاسب)
- مناسک الحج
- منهج الرشاد (پرسش و پاسخ در مسائل عبادی)
- الاثنی عشریه که دوازده رسالهٔ فقهی است که به پیشوایان شیعه تقدیم شده‌است به نام‌های:

1. غایة المسئول فی إنتصاب المهر بالموت قبل الدخول
2. کشف الریب و السوء عن اغناء کل غسل عن الوضو
3. وسیلة النجاه
4. مجمع الدرر فی مسائل إثنتی عشر
5. المسائل العاملیة
6. المسائل الخوئیه
7. المسافرة لمن علیه قضاء شهر رمضان مع ضیع الوقت
8. عدم إیراث العقد و الوطی لذات البعل شبهة و حرمتها علیه ابداً
9. المسئله الجیلانیة
10. إقرار بعض الورثة بدین و إنکار الباقین
11. کشف الإستار فی وجوب الغسل علی الکفار
12. مخزن اللئالی فی فروع العلم الاجمالی

- حاشیه فرائد الأصول
- الفوائد الرجالیة
- مخزن المعانی فی ترجمة المحقق المامقانی
- مرآة الكمال لمن رام درك مصالح الاعمال (به عربي)
- سراج الشیعة فی آداب الشریعه (ترجمه و تلخيص كتاب مرآة الكمال لمن رام درك مصالح الاعمال، به فارسي)
- الفوائد الطبیة
- مرآة الرشاد(وصيت نامه ايشان)

## شاگردان
او در طول زندگی اش شاگردان بسیاری را پرورد که این بزرگان را در این جرگه آورده‌اند:
1. سید محمد هادی میلانی صاحب محاضرات فی الفقه الإمامیه و قادتنا کیف نعرفهم
2. سید شهاب الدین مرعشی نجفی صاحب کتاب القصاص و غایة القصوی
3. سید عبدالاعلی سبزواری صاحب مهذب الأحکام و تفسیر مواهب الرحمن فی تفسیر القرآن[۱]
4. میرزا باقر زنجانی صاحب حاشیه بر رسائل و مکاسب و کفایه
5. عبدالحسین حلی صاحب ترجمة الشریف الرضی
6. محمدرضا فرج‌الله نویسندهٔ الغدیر فی الإسلام
7. محمد حرزالدین نجفی نویسندهٔ معارف الرجال و مراقد المعارف
8. سید محمدصادق طباطبایی بحرالعلوم صاحب دلیل القضاء الشرعی
9. سید حسن میر جهانی اصفهانی صاحب نوائب الدهور فی علائم الظهور
10. سید عبدالرزاق موسوی مقرم صاحب مقتل الحسین و زید الشهید
11. سید ضیاءالدین تویسرکانی نجفی
12. سید محمدطاهر موسوی بحرانی حائری
13. محمد خطیب حائری
14. محمدعلی غروی اردوبادی نویسندهٔ علی ولید الکعبه و سبع الدجیل
15. صادق تنکابنی نجفی نویسندهٔ أحکام الخلل فی الصلاه
16. سید عبدالمطلب حیدری کاظمی نویسندهٔ الإمام موسی الکاظم
17. سید مهدی موسوی غریفی
18. میرزا یحیی ارومی
19. سید سعید حکیم نجفی
20. میرزا حسین فقیه سبزواری

## ویژگی‌های اخلاقی
علاوه بر صفات علمی، ویژگی‌های متعالی اخلاقی او نیز مورد توجه دیگران واقع می‌شد؛ چنان‌که دربارهٔ ایشان نوشته‌اند که دارای «اخلاقی نیک و رفتاری پسندیده بود. زهد، پرهیزگاری، فروتنی، گفتار صریح و دوری از تمام مظاهر کبر، خودپسندی و اخلاق ناپسند از ویژگی‌های نمایان او بود.

### وصیت‌نامه
شیخ عبدالله مامقانی وصیتی خطاب به فرزندش و خانواده و دوستان خود نوشته است که بسیار مفصل و در عین حال دارای نکات آموزنده اعتقادی، اخلاقی و عبادی است. این وصیت‌نامه به نام مرآة الرشاد و به صورت کتابی مستقل بارها به چاپ رسیده و حتی به زبان‌های فارسی، ترکی، اردو، و مالایایی ترجمه شده است.
او در «مرآه‌الرشاد» ضمن اشاره به اصول دینی و باورهای اسلامی، با شمار زیادی از اعمال و بایدهای روزانه نیز مواجه‌ایم که شیخ عبداله مامقانی آن‌ها را به فرزندش گوشزد کرده‌است.
وی دربارهٔ شماری از دستورات دینی، به تجربیات شخصی خود در عمل به آن‌ها و مشاهدة تأثیرات آن‌ها اشاره کرده‌است